# Casevecchie
Casevecchie (in corso Casevechje) è un comune francese di 66 abitanti situato nel dipartimento dell'Alta Corsica nella regione della Corsica.
Il comune fu creato nel 1866 distaccando parti dei comuni di Noceta e Rospigliani.

## Società

### Evoluzione demografica
Abitanti censiti